# Boehaj

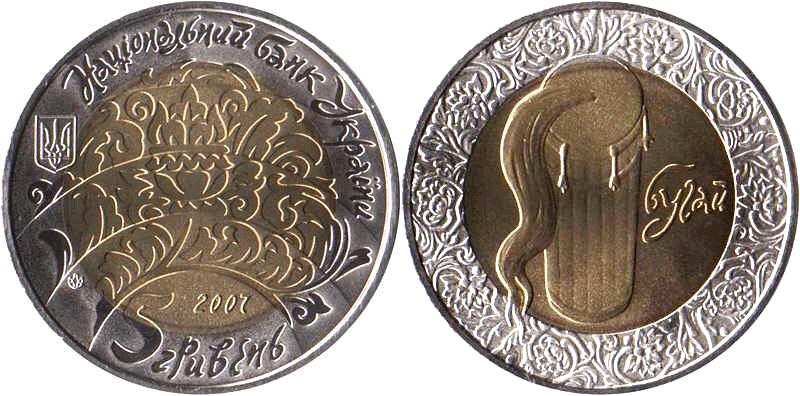
Een boehaj op een Oekraïense herdenkingsmunt uit 2007

Een boehaj of bugai (Oekraïens: бугай) (ook wel buhai, berebenytsia, bika, buga, bochka) is een muziekinstrument dat met name in Oekraïne wordt gebruikt. Boehaj is het Oekraïense woord voor roerdomp; het instrument produceert een geluid dat wel wat lijkt op de roep van de mannelijke roerdomp: een soort misthoorn die kilometers ver te horen is.
De boehaj bestaat uit een conische ton met een vel van schapen- of geitenleer met een gat erin, waar aan de bovenkant een vastgezette pluk haar van een paardenstaart uitsteekt. De speler strijkt met natte vingers langs het haar terwijl hij het spant, wat een diep en intens geluid geeft. Meestal zijn er twee uitvoerders nodig, één om het instrument vast te houden en de ander om het te bespelen. Bij moderne varianten klemt de speler de boehaj met de voeten vast waardoor één speler het instrument kan bespelen. Het instrument kan vijf tot zes verschillende geluiden voortbrengen, afhankelijk van de vaardigheid van de speler.
De boehaj speelt een belangrijke rol in nieuwjaars- en kerstrituelen. Het wordt gebruikt door Oekraïense volksmuziek-orkesten, maar ook wel door moderne bands zoals de Oekraïense elektronische experimentele muziekband Onuka en de Oekraïense neofolkrock-band Voanerges.

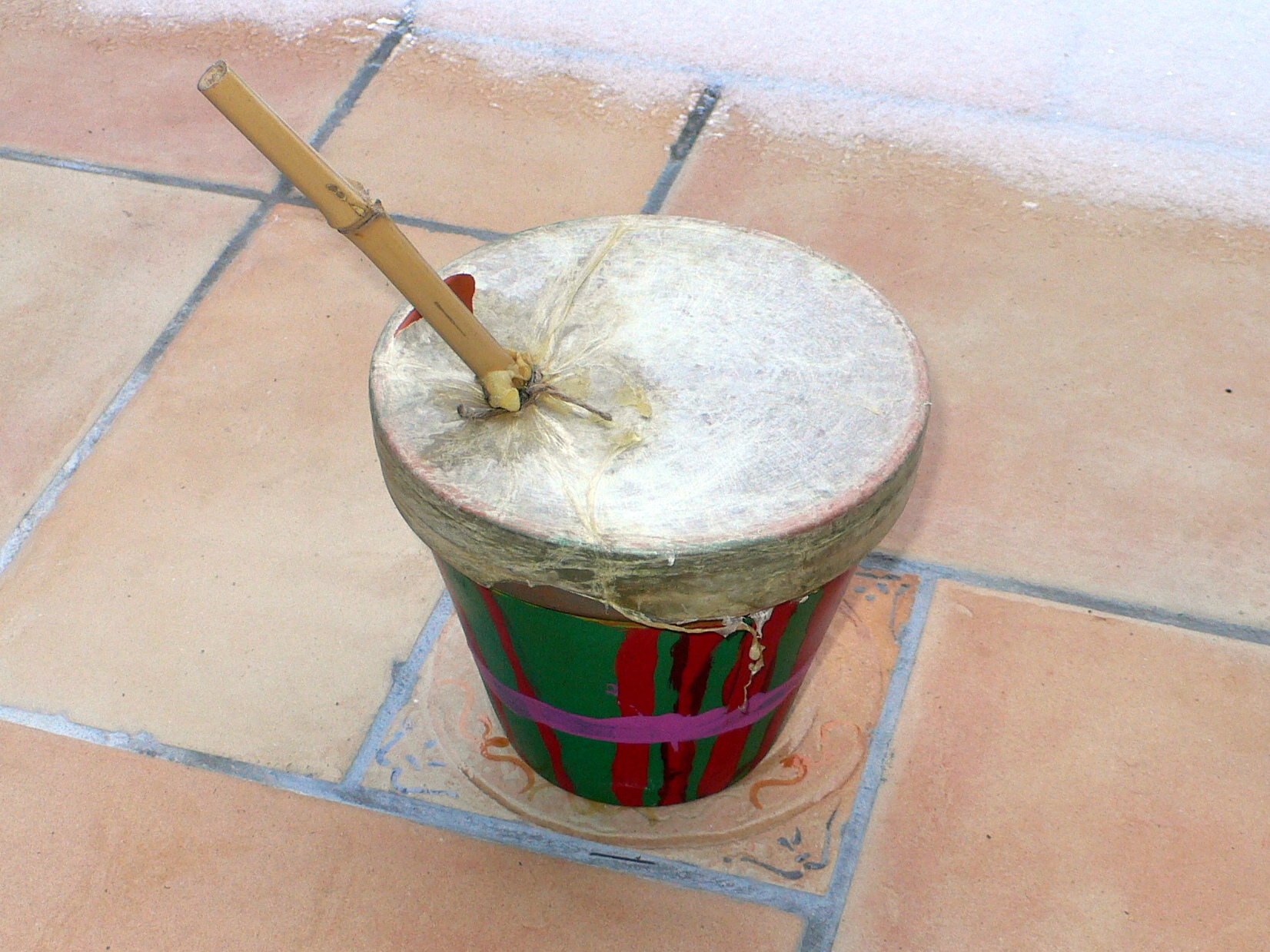
Een rommelpot, een enigszins gelijkend instrument

Behalve in Oekraïne wordt de boehaj bespeeld in Roemenië, Moldavië, Hongarije, Litouwen en Polen (met soms andere namen zoals burczybas, brzãczadło, brzãczëdło, brzãczk, mrëczk, bąk, bùk, brantop, brumtop en brumbas). 
Er bestaan enigszins vergelijkbare instrumenten in andere landen, zoals de rommelpot en de Spaanse zambomba, waarbij de pluk haar door een stokje vervangen is en de ton door een aardewerken pot.